# Angriff auf Ellwood
Als Angriff auf Ellwood wird der Beschuss von Küstenzielen der Vereinigten Staaten von Amerika am 23. Februar 1942 in der Nähe von Santa Barbara, Kalifornien bezeichnet, den ein japanisches U-Boot im Zweiten Weltkrieg unternahm. Trotz des geringen Schadens löste das Ereignis die Furcht vor einer Invasion an der Westküste der Vereinigten Staaten aus und beflügelte die Entscheidung für die Internierung japanischstämmiger Amerikaner. Es war der erste Beschuss des nordamerikanischen Festlandes während des Zweiten Weltkriegs.

## Hintergrund
Nach dem Angriff auf Pearl Harbor am 7. Dezember 1941 patrouillierten sieben japanische U-Boote an der amerikanischen Westküste. Sie griffen mehrere Handelsschiffe an und lieferten sich zwei Gefechte mit den Luft- oder Seestreitkräften der United States Navy. Ende Dezember zogen sich die U-Boote in sichere Gewässer zurück, um Nachschub zu holen. Einige fuhren nach Kwajalein, um sich anschließend wieder in amerikanische Gewässer aufzumachen. Die I-17 der Kaiserlich Japanischen Marine war eines dieser Boote. Das knapp 110 m lange Boot war mit sechs 533-mm-Torpedorohren ausgestattet und mit insgesamt 17 Torpedos beladen. An Deck war ein 140-mm-Deckgeschütz vorhanden. Die Mannschaft bestand aus 101 Mannschaftsmitgliedern und Offizieren, welche dem Kommando von Fregattenkapitän Nishino Kōzō (西野 耕三) unterstanden.

## Der Angriff
Am 23. Februar 1942 gegen 19:00 Uhr stoppte die I-17 kurz vor dem Ellwood-Ölfeld. Das Deckgeschütz des U-Bootes zielte auf einen großen Richfield-Tank für Flugzeugbenzin, der direkt am Strand stand. Als die ersten Schüsse in eine der Raffinerien einschlugen, glaubten die Ohrenzeugen zuerst an eine interne Explosion, bis einer der Arbeiter die I-17 im Dunkeln wahrnahm und Alarm auslöste. Die I-17 traf den Ellwood Pier, welcher leicht beschädigt wurde, sowie einen Derrickkran und ein Wasserwerk. Nach zwanzigminütigem Beschuss, bei dem 12 bis 25 der 140-mm-Geschosse abgefeuert wurden, zog sich das U-Boot zurück.
Augenzeugen berichteten, dass das U-Boot sich Richtung Süden, nach Los Angeles, absetzte und Signallichter Richtung Küste sendete. Die I-17 entkam und das Gefecht endete ohne Verluste von Menschenleben.

## Folgen
Für Santa Barbara wurde eine Verdunklung bis um 12:00 Uhr mittags am Folgetag verhängt. Die Nachricht vom Angriff durch ein japanisches Boot verbreitete sich im ganzen Land. Hunderte Menschen flohen aus der Umgebung; später fielen die Grundstückspreise an diesem Küstenstreifen auf einen historischen Tiefstand. Das Ereignis wurde herangezogen, um die Internierung japanischstämmiger Amerikaner zu rechtfertigen, mit der zwei Wochen später, am 2. März, begonnen wurde.
In der folgenden Nacht, am 24. Februar 1942, begann die Schlacht um Los Angeles, in der die US-Küstenwache für Stunden ein unbekanntes Flugobjekt angriff, von dem zum damaligen Zeitpunkt ausgegangen wurde, es sei ein gegnerisches Flugzeug.
Die japanischen U-Boote, welche zum Einsatz vor der nordamerikanischen Küste eingeteilt waren, operierten weiter gegen die alliierte Schifffahrt. Sie griffen unter anderem Fort Stevens am Columbia River an und beschossen einen kanadischen Leuchtturm auf Vancouver Island. Auch wurden zwei Luftangriffe von einem U-Boot aus gestartet, um einen Waldbrand im Südwesten Oregons auszulösen, was aber misslang. Trotz der Anordnung des japanischen Befehlshabers, nach Möglichkeit Großkampfschiffe anzugreifen, griffen die U-Boote einzig und allein Handelsschiffe und kleinere Küstenziele an.